# Maciej Gutowski (historyk sztuki)
Maciej Gutowski (ur. 4 listopada 1931 w majątku Suchodoły na Wołyniu, zm. 11 października 1998 w Zielonce) – polski historyk sztuki.

## Życiorys

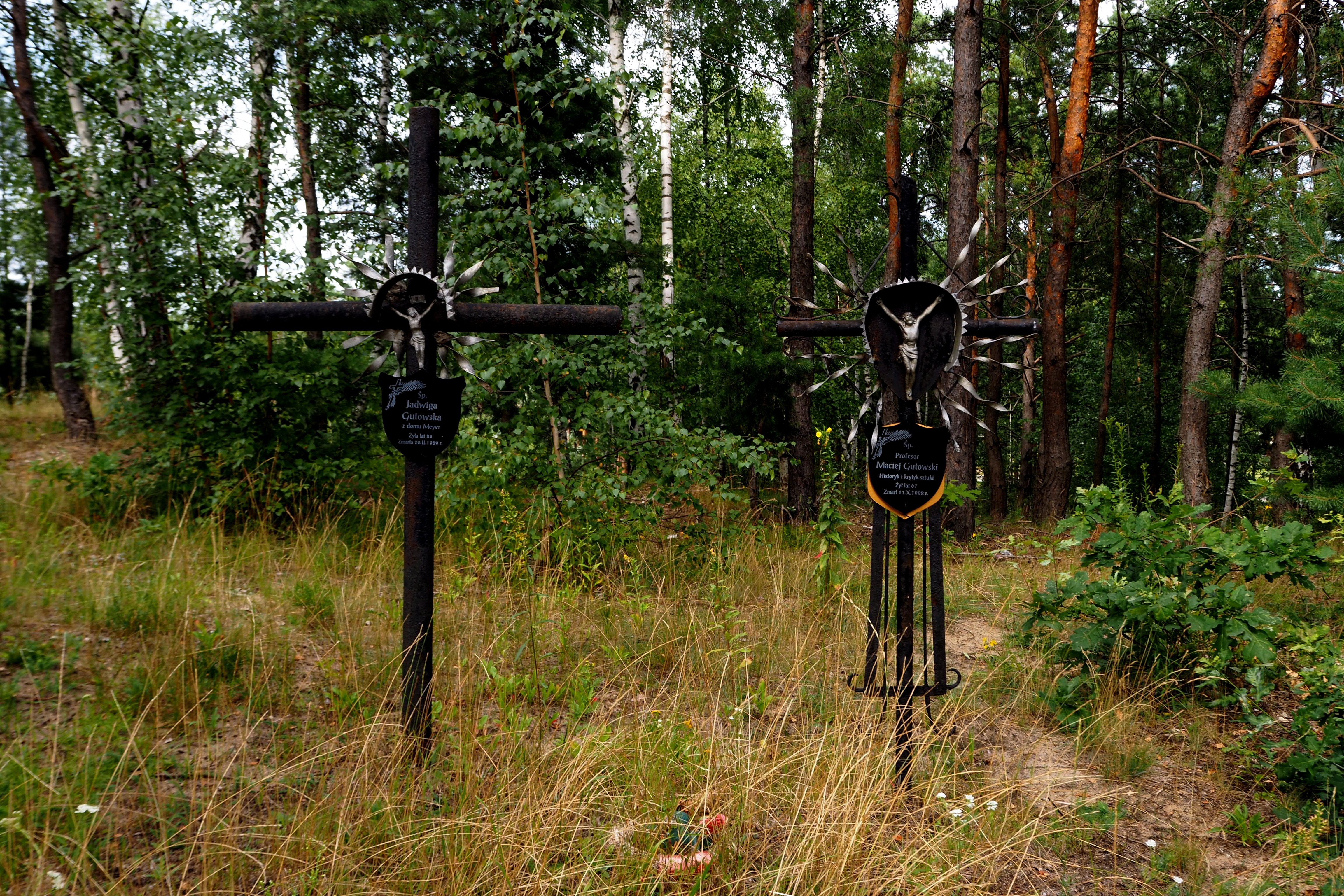
Grób historyka sztuki Macieja Gutowskiego na cmentarzu parafialnym w Zielonce

Studiował na Uniwersytecie Jagiellońskim w Krakowie, w latach 1974–1981 prowadził dział sztuk plastycznych w tygodniku Kultura, współpracował m.in. z pismem „Pokaz”. W latach 1991–1993 pracował w Zakładzie Historii Sztuki Uniwersytetu Śląskiego; od 1993 profesor Politechniki Białostockiej (od 1971 kierował katedrą historii sztuki), w latach 1971–1976 wykładał: w ASP w Warszawie, na Politechnice Krakowskiej, Uniwersytecie Śląskim, Wyższej Szkole Muzycznej w Białymstoku. Jego prace kontynuuje syn, historyk sztuki Bartłomiej Gutowski. Odznaczony w 1981 Złotym Krzyżem Zasługi w 1990 Krzyżem Kawalerskim Orderu Odrodzenia Polski i w 1992 Medalem Komisji Edukacji Narodowej
Badacz polskiej sztuki gotyckiej, secesji, sztuki nowoczesnej, znawca architektury XIX wieku. Współorganizator happeningów, plenerów i wystaw. Krytyk sztuki. Uczestnik Sympozjum Plastycznego Wrocław ’70. W latach 1989–1993 wiceprzewodniczący rady miasta Zielonka.
Został pochowany na cmentarzu parafialnym w Zielonce.